# Madam
Madam, respektive původně francouzsky madame (zkráceně „Mme“ nebo Mme, v množném čísle Mesdames, Mmes) je uctivý francouzský titul pro vdanou ženu, ekvivalent českého titulu paní.

## Ostatní jazyky
V anglickojazyčném prostředí je možné se někdy setkat se zkrácenou formou ma'am. Zde se používá např. jako další oslovení královny.
Italská podoba je madama.

## Původ
Oslovení madame v překladu znamená má paní a pochází z francouzštiny, kde původně označoval šlechtické manželky - dámy. Lze se s ním setkat také v křesťanském kontextu při označení Panny Marie.

## Použití
Některá ustálená sousloví:
Tituly
- Madame Royale - titul nejstarší neprovdané dcery francouzského krále

Historické postavy
- Madame du Barry (Jeanne Bécu de Cantigny, hraběnka du Barry) - milenka krále Ludvíka XV.
- Madame Gourdan (Marguerite Gourdan, zv. malá komtesa) - majitelka nejslavnějšího veřejného domu v Paříži
- Madame de Maintenon (Françoise d'Aubigné, markýza de Maintenon) - milenka krále Ludvíka XIV.
- Madame de Montespan (Françoise Athénaïs de Rochechouart, markýza de Montespan) - milenka krále Ludvíka XIV.
- Madame de Pompadour (Jeanne-Antoinette Poisson, markýza de Pompadour) - milenka krále Ludvíka XV.
- Madame d’Ora (vl. jménem Dora Philippine Kallmusová) - rakouská fotografka
- Madame Roland
- Madame Tussaud - zakladatelka londýnského muzea voskových figurín

Literární a fiktivní postavy
- Madame Bovary (Paní Bovaryová) - román Gustava Flauberta
- Madam Butterfly (italsky Madama Butterfly) - opera Giacoma Pucciniho
- Madame de Pompadour (opereta) - opereta Leo Falla
- Madame Favart - opereta Jacquese Offenbacha

Ostatní
- Madame Bäurin - německý film z roku 1993
- Madame Curie - americký biografický film o Marii Curie-Skłodowské
- Madame Sousatzká - britsko-americký film z roku 1988
- Madame X - americký film z roku 1929